# Gaspare Vazzano
Gaspare Vazzano, detto lo Zoppo di Gangi (Gangi, 1562 – 1630), è stato un pittore italiano.

## Biografia
Gaspare Vazzano detto lo Zoppo di Gangi (durante la lunghissima permanenza palermitana il cognome fu mutato in Bazzano), originario di Gangi, paese nelle Madonie, fu il primo di una serie d'artisti a firmarsi con questo soprannome, appellativo nello specifico derivante da un lieve difetto fisico.
Operò nella Sicilia della Controriforma, con un linguaggio che risente del manierismo spagnolo e che diede il via a una vera e propria corrente artistica.
Appena adolescente frequentò la bottega di Pietro de Bellio di Castrogiovanni a Gangi, poco più che quindicenne, si trasferì a Palermo presso la bottega di Giuseppe d'Alvino detto il Sozzo, con il quale iniziò una collaborazione che durò diversi anni. Una Madonna del Carmelo, opera dispersa, fu il primo dipinto documentato nel 1581. Nel 1582, come aiutante di bottega del Sozzo collaborò nel decoro della chiesa di San Filippo gancia dei Carmelitani di Trapani. Nel 1587 fece parte delle maestranze che decorarono gli interni di Porta Nuova e del Palazzo Reale. Nel 1591 collaborò con Giuseppe d'Alvino, Giovanni Paolo Fondulli e Mariano Smiriglio nelle decorazioni della Sala del Consiglio nel Palazzo Pretorio e della Sala delle quattro colonne rinominata in Sala dei Venti, della Camera del Paradiso e della Porta del Garagolo del Palazzo Reale.
Realizzò molte opere in tutta la Sicilia, spesse volte aiutato dal figlio Leonardo (1588 - 1615), anch'egli pittore. Giuseppe Bazzano figlio minore, anch'egli pittore.
Fu seppellito nella chiesa di San Domenico nella sepoltura della confraternita a cui apparteneva.

## Pseudonimo
Zoppo di Gangi:
- Gaspare Vazzano. Nel 1624 realizzando l'ultima sua grande opera, il ciclo pittorico della matrice di San Pietro di Collesano rivendicò lo pseudonimo firmandosi Gaspar Vazanus vulgo dictus lu Zoppu di Gange.
- Giuseppe Salerno. Pur non manifestando alcuna menomazione fisica si firma Joseph Salerno ut dicitur il Zoppo di Gange nel Trionfo della Fede del 1602, pala d'altare custodita oggi presso il Museo Alessi di Enna. Addirittura emula il primo firmando il Giudizio Universale nel duomo di San Nicolò di Gangi con l'autografo Giuseppe Salerno il Zoppo di Gangi, dicitura al presente non più leggibile. Simbiosi, società, semplice collaborazione o complicità spesso ulteriormente complicati dalla realizzazione di identici soggetti con diverse ubicazioni, opere contraddistinte dallo stesso pseudonimo accompagnato dalla vera identità.[1]

## Opere

### Agrigento e provincia

#### Burgio
- XVII secolo, L'eucaristia e i sette sacramenti della Chiesa Cattolica, olio su tela, attribuzione verosimile al connubio Gaspare Vazzano - Giuseppe Salerno all'epoca dello stretto sodalizio, opera custodita nella chiesa dei Cappuccini.[2]

### Enna e provincia

#### Nicosia
- 1615, Madonna degli Angeli, pala, opera custodita nella chiesa di Santa Maria degli Angeli del convento dell'Ordine dei frati minori cappuccini.
- 1618, Ciclo pittorico raffigurante Santa Barbara, Santa Lucia, Sant'Agata (disperso) e Sant'Apollonia (disperso), opere documentate nella chiesa di Santa Maria degli Angeli del convento dell'Ordine dei frati minori cappuccini.

### Palermo e provincia

#### Carini
- 1598, Madonna dell'Itria, olio su tela, opera custodita nella chiesa dell'Itria.
- 1598c., San Francesco in estasi consolato da due angeli, olio su tela, opera custodita nella chiesa dell'Itria.
- 1613, Stimmate di San Francesco, olio su tela, opera consegnata nel 1615.
- 1615, Quattro Santi Coronati, olio su tela, opera dispersa.
- XVII secolo, Crocifisso ritratto tra San Francesco d'Assisi e Sant'Onofrio, dipinto su ardesia, attribuzione, opera custodita nel duomo di Santa Maria Assunta.
- 1613 - 1615, Madonna della Neve, dipinto proveniente dalla chiesa di San Vito, attribuzione, opera custodita nel duomo di Santa Maria Assunta.

#### Castelbuono
- 1586, Madonna dell'Itria, olio su tela, opera custodita nella chiesa dell'Itria.

#### Collesano
- Basilica di San Pietro:
  - 1618, Santa Maria degli Angeli raffigurata tra Santa Caterina d'Alessandria, San Francesco d'Assisi, Sant'Andrea Apostolo, Santa Maria Maddalena, opera proveniente dalla chiesa di Santa Maria degli Angeli del convento dell'Ordine dei frati minori cappuccini e trasferita nel 1926 nella navata sinistra.
  - 1618 - 1624, Ciclo, affreschi parietali articolati in ventidue ovali e tredici riquadri, incentrato sul mistero di Vita, Passione, Morte e Risurrezione di Cristo e sulla missione apostolica della Chiesa. Il tutto inserito in un ciclo decorativo in stucco ispirato al tema della Glorificazione dell'Eterno Padre. Dipinti eseguiti con la collaborazione di Simone lo Guasto, Francesco Costantino, Giacomo de Arena, firmati con la dicitura Gaspar Vazanus vulgo dictus lu Zoppu di Gange, opere realizzate nel presbiterio.
- 1623, Madonna del Rosario e Santi domenicani, opera commissionata dalla Società del Santissimo Rosario per la chiesa dell'Annunziata Nuova dell'Ordine dei frati predicatori.
- 1624, Natività del Battista, olio su tela, commissionato dalla Confraternita di San Giovanni Battista della chiesa di San Giovanni Battista.

#### Lercara Friddi
- 1604c., San Gregorio d'Armenia raffigurato con la Vergine Maria, attribuzione, dipinto proveniente dalla chiesa di San Gregorio, transitato per la chiesa di San Gregorio Lo Novo, opera custodita nel coro della chiesa di San Matteo. Commissione del barone Leonello Lercaro, trasferitosi da Genova in Sicilia, la cui famiglia di rito greco - cattolico era originaria dell'Armenia.

#### Monreale
- 1600 - 1610c., Basilica abbaziale di San Martino delle Scale, Ciclo di dipinti su tela:
  - XVII secolo, Santi Apostoli, dipinto, opera documentata nella Cappella degli Apostoli.[3]
  - XVII secolo, San Nicola di Bari, dipinto, opera documentata nella Cappella di San Nicola di Bari.[3]
  - XVII secolo, San Matteo Apostolo, dipinto, opera documentata nella Cappella di San Matteo Apostolo.[4]
  - XVII secolo, Sette Angeli, dipinto, opera documentata nella Cappella dei Sette Angeli.[4]
  - XVII secolo, San Giovanni Battista, dipinto, attribuzione d'opera documentata.[4]
  - 1605, San Gregorio Magno, olio su tela, opera autografa con iscrizione in basso a destra "Il Zoppo di Gangi".
  - 1607, San Mauro Abate che riceve la visita di re Teodoberto, opera autografa con il solo pseudonimo di "Zoppo di Gangi".
  - 1609c., Adorazione dei Magi o Epifania, dipinto, opera documentata verosimilmente identificabile con la medesima custodita nella Cappella dell'Epifania.[4]
  - 1600c., Incredulità di San Tommaso, opera documentata e realizzata nei primi anni del secolo.
- 1609, Madonna degli angeli raffigurata tra San Vito, San Bartolomeo e Santa Crescenzia, opera realizzata per la Confraternita di San Vito della chiesa di San Vito.

#### Palermo

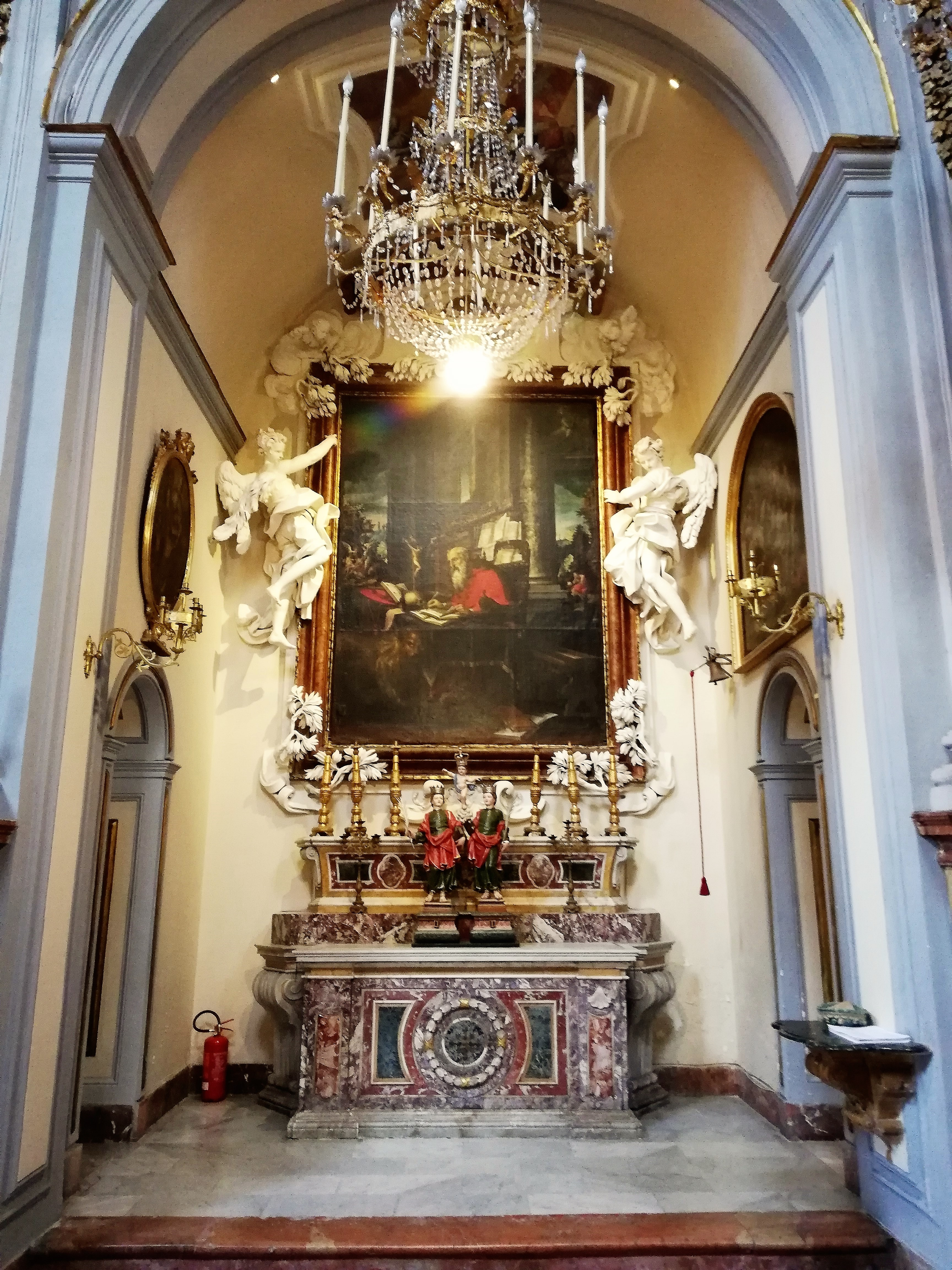
San Girolamo nello studio, chiesa di Sant'Orsola di Palermo.

- 1597, Vocazione di Sant'Andrea, dipinto su tela, opera commissionata dalla Compagnia degli Aromatari o Collegio degli Aromatari della chiesa di Sant'Andrea degli Aromatari.
- 1598, San Giacinto di Polonia, pittura su lavagna, dipinto commissionato dai religiosi dell'Ordine dei predicatori di San Domenico e custodito nella cappella eponima della chiesa di San Domenico.[5]
- 1599, San Giovanni Battista, attività commissionata dai religiosi dell'Ordine dei predicatori di San Domenico, consistente nella coloritura e decorazioni della statua realizzata dallo scultore palermitano Francesco o Giacomo d'Agnesa.
- 1599, Sant'Eligio, dipinto, opera documentata da Antonino Mongitore nella chiesa di Sant'Eligio degli Argentieri, oggi dispersa.
- 1600, Sant'Antonio Abate, olio su tela, opera firmata con il soprannome di "Zoppo di Gangi", oggi custodita al Museo diocesano.
- 1600, San Girolamo nello studio, olio su tela, firmata con il soprannome di "Zoppo di Gangi", opera custodita nella cappella eponima della chiesa di Sant'Orsola.
- 1601, San Raimondo attraversa il mare a bordo del suo mantello, dipinto e decorazione della Cappella di San Raimondo di Peñafort, opera custodita nella chiesa di San Domenico.[6]

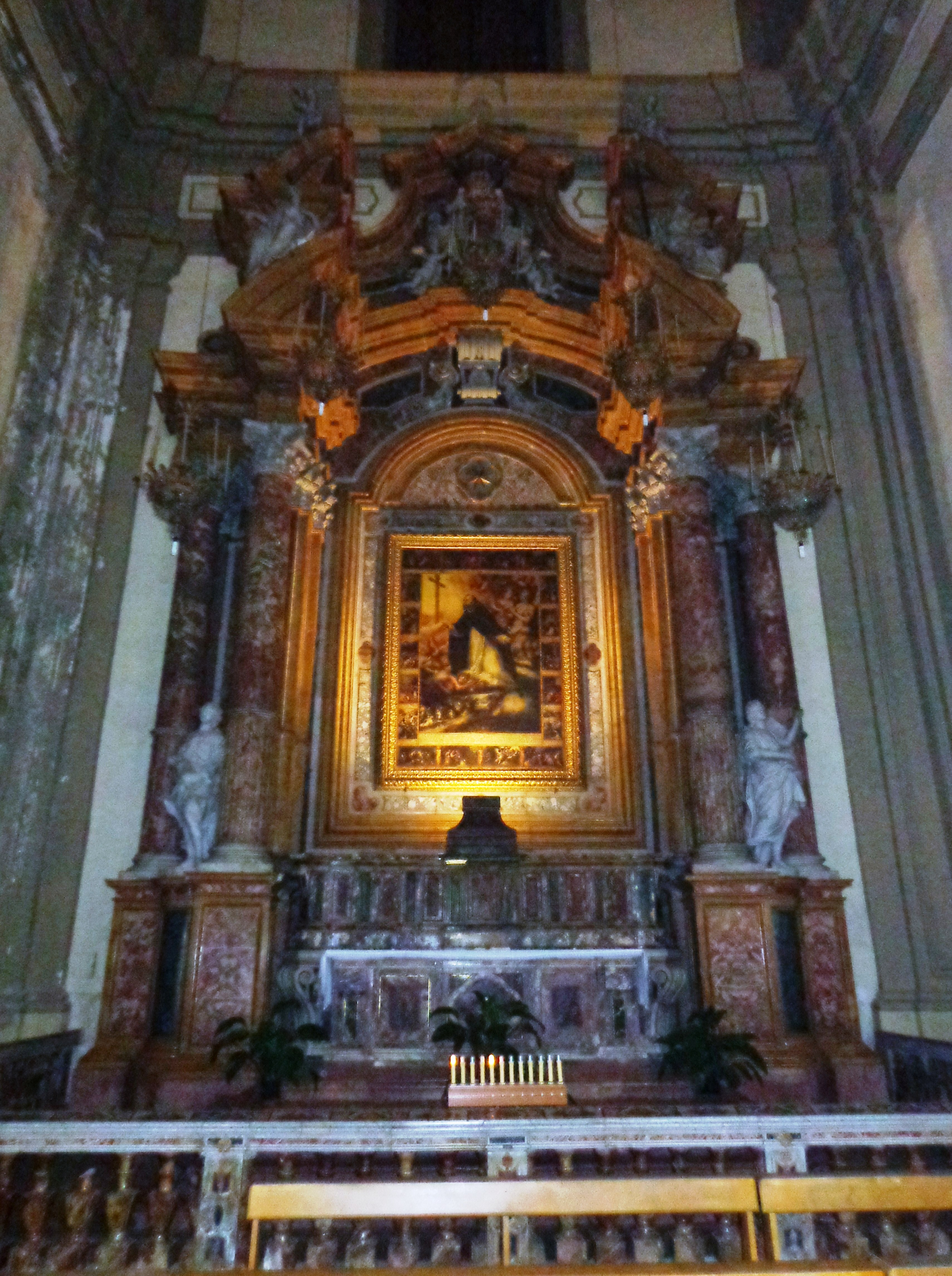
Cappellone di San Domenico e quadro Estasi di San Domenico.

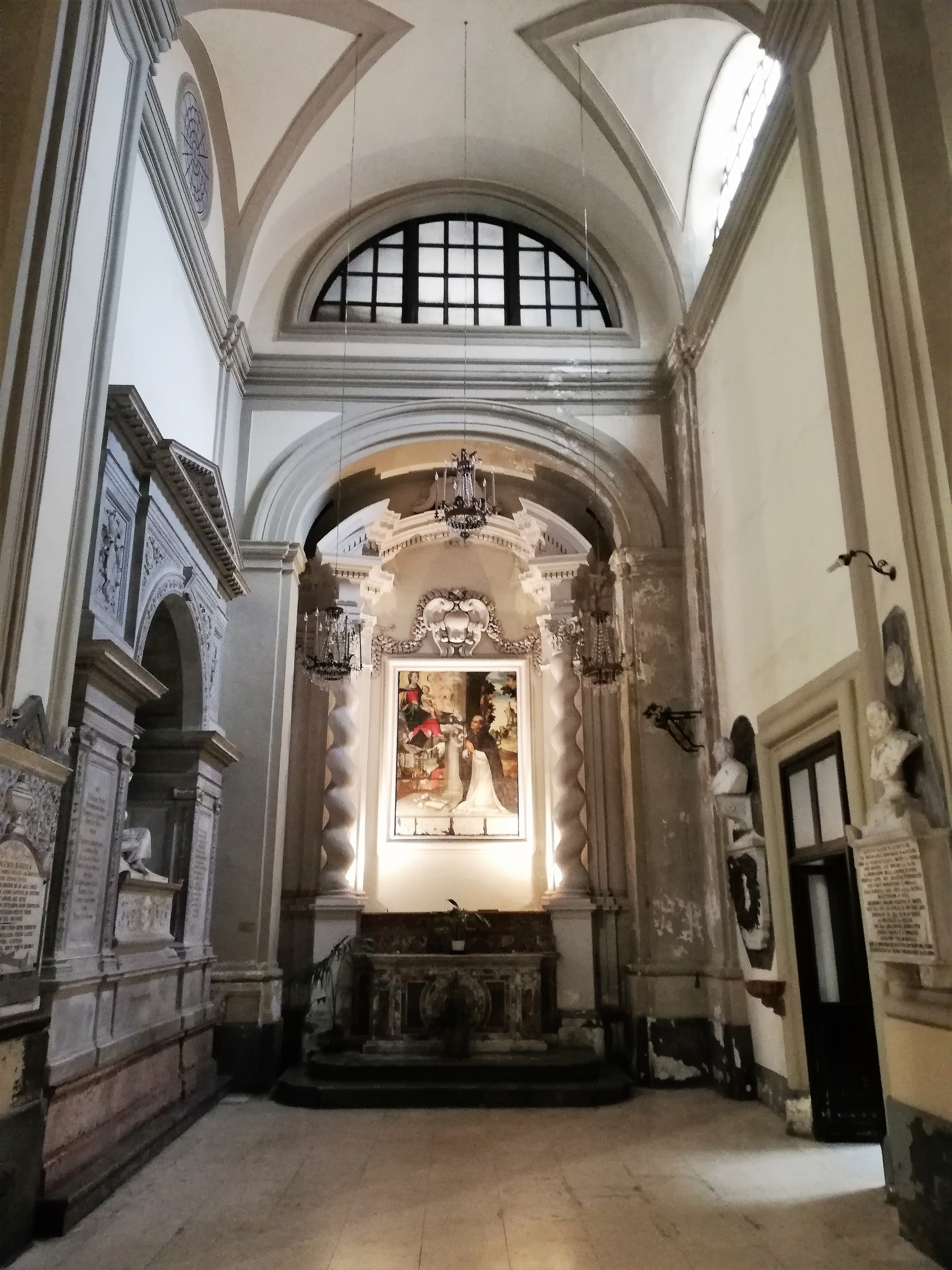
San Giacinto di Polonia, chiesa di San Domenico di Palermo.

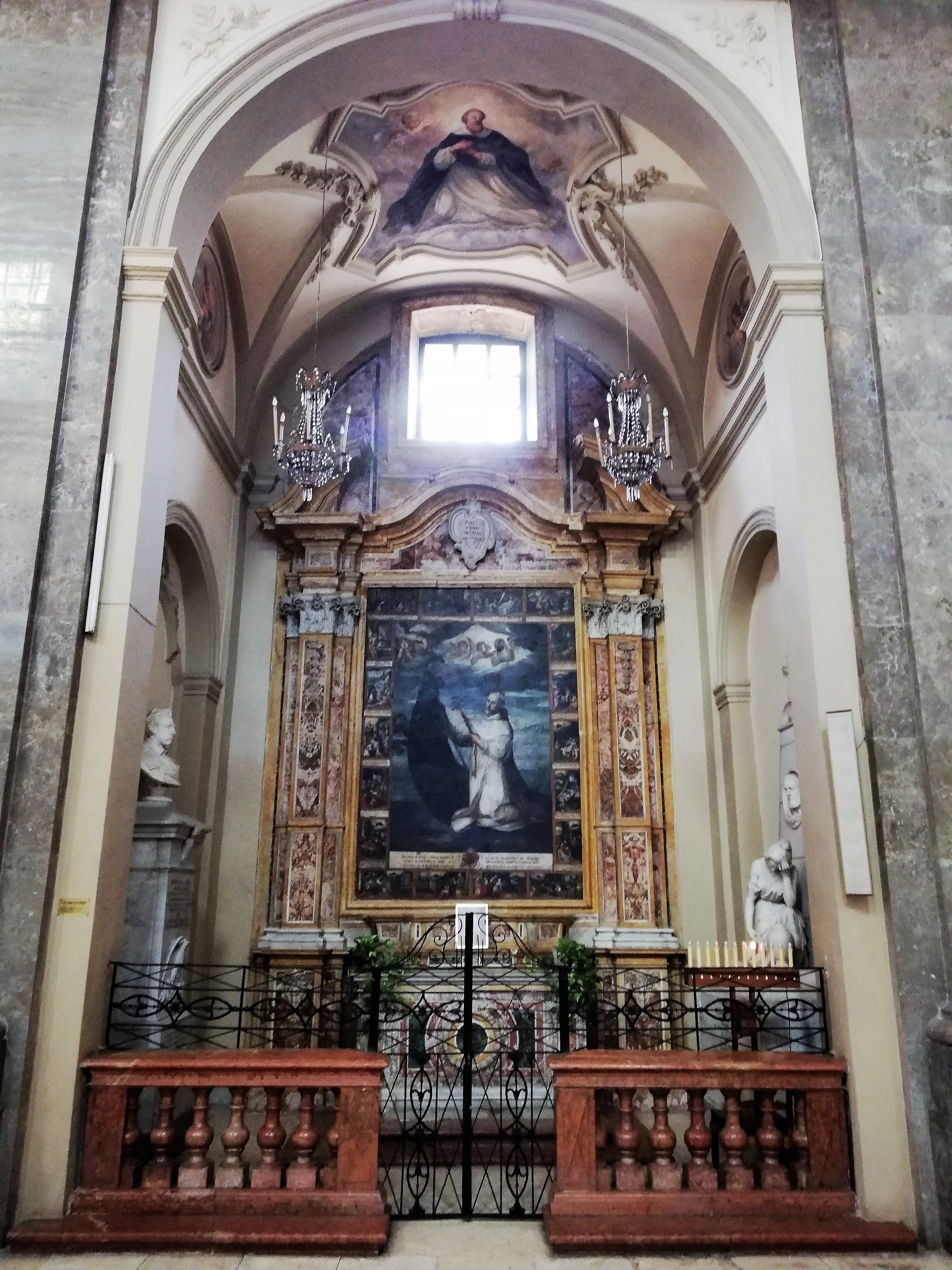
San Raimondo di Peñafort attraversa il mare a bordo del suo mantello, chiesa di San Domenico di Palermo.

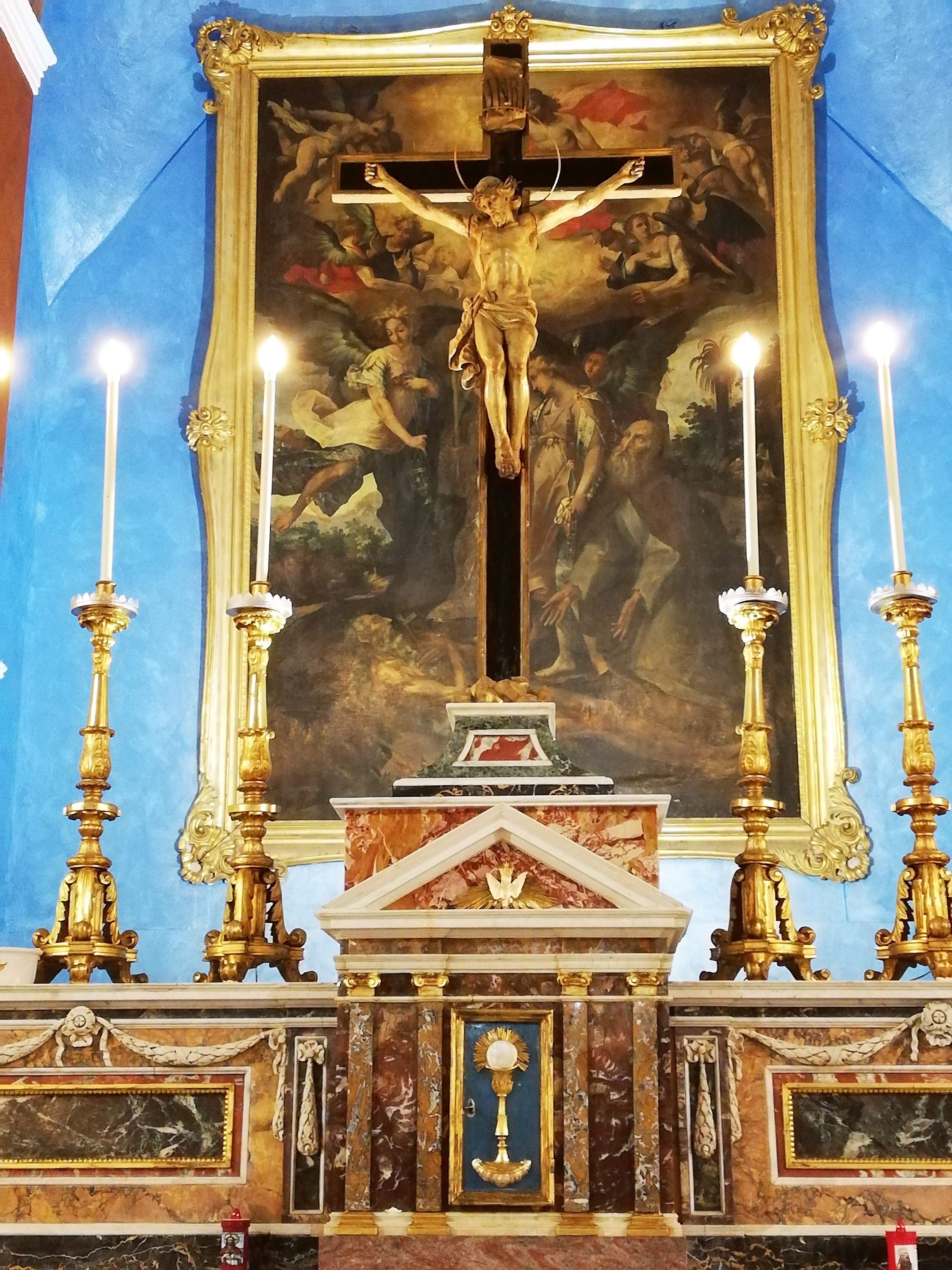
Morte di Sant'Onofrio, chiesa di Sant'Onofrio di Palermo.

- 1603, Estasi di San Domenico. dipinto su tela, opera custodita nella Cappella di San Domenico della chiesa di San Domenico.
- 1604, Ciclo, dodici dipinti raffiguranti le Sante Vergini, opere rimaste in numero di nove e documentate nella chiesa di San Domenico.
- 1607 - 1609, Ciclo pittorico su tele documentato nella chiesa di Santa Maria del Soccorso:[7]
  - 1607, San Girolamo penitente;
  - 1609, San Giuseppe col Bambino per la Confraternita di Santa Maria del Soccorso;
  - XVII secolo, Giudizio Universale;
  - 1609, San Michele Arcangelo, dipinto, opera commissionata dalla Confraternita di Santa Maria del Soccorso oggi al Museo diocesano;
  - XVII secolo, Trasfigurazione di Gesù Cristo sul Monte Tabor.
- 1609, San Matteo Apostolo, opera documentata per la chiesa di Santa Cita.
- 1609, Madonna col Bambino raffigurata con i San Francesco, Sant'Antonio, San Ciro e San Giovanni Battista per la Congregazione di Santa Maria delle Vergini del monastero di Santa Maria delle Vergini dell'Ordine benedettino.
- 1609, Morte di Sant'Onofrio Anacoreta raffigurante l'ascensione dell'anima nuda al Creatore, attorniato dagli angeli ed assistito dall'abate Pafnunzio, opera realizzata per l'Oratorio della confraternita della chiesa di Sant'Onofrio.[8]
- 1609, Martirio di Santa Caterina, dipinto, opera custodita sull'altare maggiore dell'Oratorio di Santa Caterina d'Alessandria all'Olivella.[9]
- Chiesa di Sant'Agata delle Scorruggie alle Mura:
  - 1611 - 1612, Ciclo, affreschi, dipinti raffiguranti Sant'Agata in Carcere, Sant'Agata visitata da San Pietro, San Bartolomeo, San Francesco Lippi Carmelitano.[10]
  - 1611 - 1612, Martirio di Sant'Agata, dipinto, opera custodita presso la Galleria Regionale di Palazzo Abatellis.
  - 1611 - 1612, Crocifissione, dipinto, opera custodita presso la Galleria Regionale di Palazzo Abatellis.
- 1615, Beato Filippo Neri che affida alla Vergine la sua congregazione, dipinto, opera realizzata in collaborazione con il figlio Leonardo e destinata all'Oratorio di Sant'Ignazio all'Olivella.
- 1615, Madonna del Rosario, dipinto, opera su commissione della principessa di Trabia per la chiesa di Santa Caterina al Cassaro.
- 1615 - 1617, Ciclo, dipinti, opere documentate nelle quattro cappelle minori della chiesa dello Spirito Santo della Congregazione cassinese[11] dipendente dalla basilica abbaziale di San Martino delle Scale, ubicata vicino alla chiesa di Sant'Agostino.
- 1618, Madonna del Carmine raffigurata con i profeti Elia ed Eliseo, San Francesco, Sant'Antonio, San Filippo d'Argirò e San Gandolfo per la cappella posseduta da donna Prudenza La Cerda nel chiostro del convento della Gancia.
- 1610 - 1625, Madonna delle Grazie raffigurata fra Sant'Agostino e San Nicola di Tolentino, olio su tela, opera proveniente dall'Oratorio della Madonna di tutte le Grazie o del Sabato alla Meschita, oggi custodita al Museo diocesano.
- 1620, Comunione di Sant'Onofrio, dipinto su tela, opera documentata nella Cappella di Sant'Onofrio della chiesa di San Giacomo la Marina[12] oggi custodita al Museo diocesano.
- 1620 - 1621, San Domenico per i frati del vicino convento all'abitazione dell'artista.
- 1620 - 1621, Matrimonio mistico di Santa Caterina, dipinto non condotto a termine.
- XVII secolo, San Gregorio raffigurato nell'atto di celebrare messa, dipinto, opera custodita nella chiesa di San Matteo al Cassaro.[13]
- XVII secolo, Ciclo, affreschi raffiguranti San Giovanni Battista nella volta e quadroni parietali, opere realizzate nella chiesa di San Giovanni dei Napoletani.[14]
- XVII secolo, San Girolamo, dipinto, opera custodita nella sacrestia della chiesa di Santa Maria della Pietà.[15]
- XVII secolo, San Girolamo, dipinto, opera custodita nella Cappella di San Girolamo della chiesa di Sant'Orsola.[16]
- XVII secolo, San Girolamo, dipinto, opera custodita nella Cappella di San Girolamo della chiesa di San Michele Arcangelo de Indulcis.[17]
- XVII secolo, Eterno Padre, dipinto, opera documentata nella chiesa della Madonna di Tutte le Grazie sotto il titolo del Ponticello.[18]
- XVII secolo, San Tommaso di Villanova, dipinto, opera custodita nella Cappella di San Tommaso di Villanova della chiesa di Sant'Agostino.[19]
- XVII secolo, Madonna dell'Itria raffigurata con San Calogero, Santa Cristina, Santa Ninfa, dipinto, opera documentata nella chiesa di Santa Cristina la Vetere.[20]
- Chiesa di San Francesco di Paola:
  - XVII secolo, Ciclo, affreschi, attribuzione d'opere.[21]
  - XVII secolo, Ciclo, dipinti, attribuzione d'opere.[22]
  - XVII secolo, Ciclo, quadroni dipinti.[22]
  - XVII secolo, Morte di San Francesco di Paola, affresco, opera documentata nel cortile del convento.[23]
- XVII secolo, San Francesco d'Assisi che beve dal costato di Cristo, dipinto su tavola, opera documentata nella chiesa della Trinità del Conservatorio detto del Brunaccini nella piazza omonima.

#### Petralia Soprana
- 1620, Madonna degli Angeli ritratta con Santa Chiara, San Francesco d'Assisi, Sant'Antonio di Padova e San Pietro d'Alcantara, opera custodita nel duomo dei Santi Apostoli Pietro e Paolo.

#### Petralia Sottana
- XVII secolo, Ciclo, affreschi raffiguranti episodi di vita di San Francesco, della Vergine, di Gesù e momenti significativi per i francescani, attribuzione d'opere presenti nella chiesa di San Francesco d'Assisi.

#### Polizzi Generosa
- 1601, Insegne di compagnia, 42 insegne per la Confraternita del Sacramento della chiesa di Santa Maria Assunta.
- XVII secolo secondo decennio, I quattro Arcangeli, attribuzione, dipinto raffigurante gli arcangeli Uriel con la spada, Gabriel con il giglio in mano, Michael che trafigge con la spada il demonio, Raphael con un grande pesce in mano, in basso scenette con Annunciazione, la Natività, opera proveniente dalla chiesa di Santa Maria delle Grazie o Badia Vecchia e custodito nella Badia Nuova.

### Trapani e provincia

#### Alcamo
- 1612, Madonna delle Grazie raffigurata con San Vito e San Bartolomeo, dipinto, opera custodita nel Museo d'arte sacra della basilica di Santa Maria Assunta.

#### Mazara del Vallo
- 1615, Apparizione della Vergine a San Carlo Borromeo, dipinto, opera documentata per l'oratorio del monastero di San Carlo Borromeo del Terzo ordine regolare di San Francesco.

Calatafimi Segesta
- 1607, Madonna degli Angeli con Santi,dipinto, opera custodita nel Santuario di città di Maria SS. di Giubino, ex chiesa di Santa Caterina.